# Мелёхина, Наталья Николаевна
Ната́лья Никола́евна Мелёхина (5 апреля 1962, Челябинск — 28 марта 2024, Челябинск) — советская шоссейная велогонщица.

## Карьера
Спортом начала заниматься с 13 лет в ДСО «Локомотив», где её тренером был А. Я. Вульф. В 1980 окончила ПТУ № 13. С 1985 занималась у заслуженного тренера РСФСР Анатолия Сухова.
В 1989 году выиграла чемпионат мира по шоссейному велоспорту в командной гонке, а в 1990 завоевала бронзу в этой же дисциплине. Многократный победитель и призёр чемпионатов СССР. Заслуженный мастер спорта СССР по велосипедному спорту.
После окончания спортивной карьеры работала тренером в челябинской ДЮСШ «Юность».
Скончалась в ночь с 27 на 28 марта 2024 года после тяжёлой продолжительной болезни.

## Достижения
1989
 Чемпионат мира — командная гонка
1990
Тур де ла Дром
2-я в Генеральной классификации
5-й этап
 Чемпионат мира — командная гонка